# Stylophora
Los estilóforos (Stylophora) son una clase extinta de equinodermos homalozoos que vivieron del Cámbrico Medio al Devónico Medio.

## Características
Los estilóforos tenían simetría bilateral, aunque siempre eran más o menos asimétricos. El cuerpo, recubierto de placas de calcita y probablemente flexible, tenía dos regiones: la teca, ancha y deprimida, y el aulacóforo, una especie de apéndice o brazo terminal; en el extremo opuesto existía un orificio.
La teca tenía dos caras, una plana o ligeramente cóncava y otra convexa. El apéndice estaba surcado por un canal longitudinal y tenía tres regiones: una sección proximal ancha que lo unía a la teca, una región media que se estrechaba gradualmente hasta la región distal.

## Taxonomía
Los estilóforos incluyen dos órdenes:
- Orden Cornuta
- Orden Mitrata